# Бленвиль-Кревон
Бленвиль-Кревон (фр. Blainville-Crevon) — коммуна на севере Франции, регион Нормандия, департамент Приморская Сена, округ Руан, кантон Ле-Мениль-Энар. Расположена в 20 км к востоку от Руана, в 8 км от автомагистрали А28 "Дорога эстуарий".

## История
Городок впервые упоминается письменно (как Bleduinvilla) в 1050-х — 1060-х годах. Во времена правления герцога Нормандии Вильгельма Завоевателя Бленвиль был феодальным владением семейства де Клер. В начале Столетней войны эта местность была захвачена англичанами и находилась под их властью до 1435 года. Позднее здесь строится замок и открывается коллеж. Во время военных действий в Нормандии при короле Генрихе IV сам король проводит в местном замке перед взятием Руана военный совет. Позднее, в годы министерства во Франции Кольбера на месте Бленвильского замка возводится дворец, который, в свою очередь, был полностью разрушен во время Великой Французской революции. Приблизительно в 1820 году из объединения Бленвиля и местных поселений Сен-Арноль (St-Arnoult) и Кревон (Crevon) образуется коммуна Бленвиль-Кревон.
В городе сохранились коллегиальная церковь Святого Михаила XV столетия, а также руины замка Бленвиль XIII века и шато Мондетур XVIII века.

## Знаменитые уроженцы
- Марсель Дюшан (1887—1968), французский и американский художник, шахматист, теоретик искусства, стоявший у истоков дадаизма и сюрреализма
- Сюзанна Дюшан (1890—1963), французская художница

## Галерея
- Церковь Святого Михаила
- Руины шато